# Знаменский, Владимир Васильевич
Владимир Васильевич Знаменский (1894—1975) — советский оперный певец и педагог, Заслуженный работник культуры РСФСР.

## Биография
Родился 15 июля (27 июля по новому стилю) 1894 года в селе Новопалинское Оханского уезда Пермской губернии в семье учителя церковно-приходской школы.
В 1906 году окончил начальную школу и поступил в учительскую семинарию, которую окончил в 1912 году, получив звание учителя первого разряда начальной школы. В 1912—1914 годах учился на музыкальных курсах и работал в оркестрах народных инструментов и частных театрах. В 1914 году поступил на юридический факультет Петроградского университета, а в 1916 году перешёл в Консерваторию на вокальный факультет. Одновременно работал музыкантом в малых симфонических оркестрах и концертных труппах как певец, в 1917 году был солистом в Екатеринбургском оперном театре, исполняя теноровые партии.
В июне 1918 года Знаменский добровольно вступил в Красную армию, став комиссаром отряда Некрасова И. И., где заведовал культотделом, затем был направлен в политотдел 3-й армии, позже — в 29-ю стрелковую дивизию 12-й армии. После этого служил в Первом Уральском коммунистическом батальоне, где выполнял обязанности заведующего культотделом. После расформирования батальона был назначен в политотдел 137-й Отдельной бригады войск внутренней охраны сотрудником для особых поручений, затем переведен в 49-й батальон ВЧК, заведовал клубом и музыкальной студией, позже служил инспектором клубного дела в 73-м дивизионе войск ГПУ Сибири. Только в 1967 году за участие в Гражданской войне, Знаменский был награждён медалью «За боевые заслуги».
В сентябре 1921 года Тюменским губвоенкоматом В. В. Знаменский был командирован в Петроградскую консерваторию для продолжения музыкального образования. По её окончании возвратился в Тюмень, где работал заведующим организованной им музыкальной школы и преподавал в педагогическом институте; одновременно работал ответственным секретарем губернского профсоюза работников искусств. В 1930 году переведен в Свердловск в музыкальное училище им. П. И. Чайковского для организации класса народных инструментов и в течение 40 лет (с 1935 по 1975 годы) был заведующим отделением. За это время им было подготовлено более ста специалистов народных инструментов, работающих в различных городах страны. Некоторые из них стали руководителями учебных заведений, получили почётные звания, имели заслуженный авторитет и известность.
Одновременно с преподавательской деятельностью в училище В. В. Знаменский занимался и другой работой — осуществлял художественно-музыкальное руководство ДК им. Дзержинского и строителей им. М. Горького, Свердловским суворовским училищем, был дирижёром оркестра Свердловского военно-медицинского училища, руководил оркестром народных инструментов Свердловского Дворца пионеров; принимал участие в создании и работе ансамбля песни и пляски Уральского военного округа; вёл музыкальные курсы при областном Доме народного творчества, преподавал в Музыкально-педагогическом техникуме по классу народных инструментов. С 1938 года Знаменский принимал участие в организации кафедры народных инструментов в Свердловской государственной консерватории, до 1945 года проработав там преподавателем и заведующим отделом народных инструментов.
Умер 6 сентября 1975 года в Свердловске. Похоронен на Широкореченском кладбище.
Имя В. В. Знаменского носит музыкальная школа № 5 Орджоникидзевского района Екатеринбурга.

## Награды
- Орден Трудового Красного Знамени (1964), а также медали, в числе которых «За боевые заслуги» (1967) и «За доблестный труд в Великой Отечественной войне 1941—1945 гг.» (1946).
- Две Почетные грамоты Президиума Верховного Совета РСФСР (1966, 1974) и многие нагрудные знаки.
- В июне 1965 года присвоено почетное звание «Заслуженный работник культуры РСФСР».